# Salud global

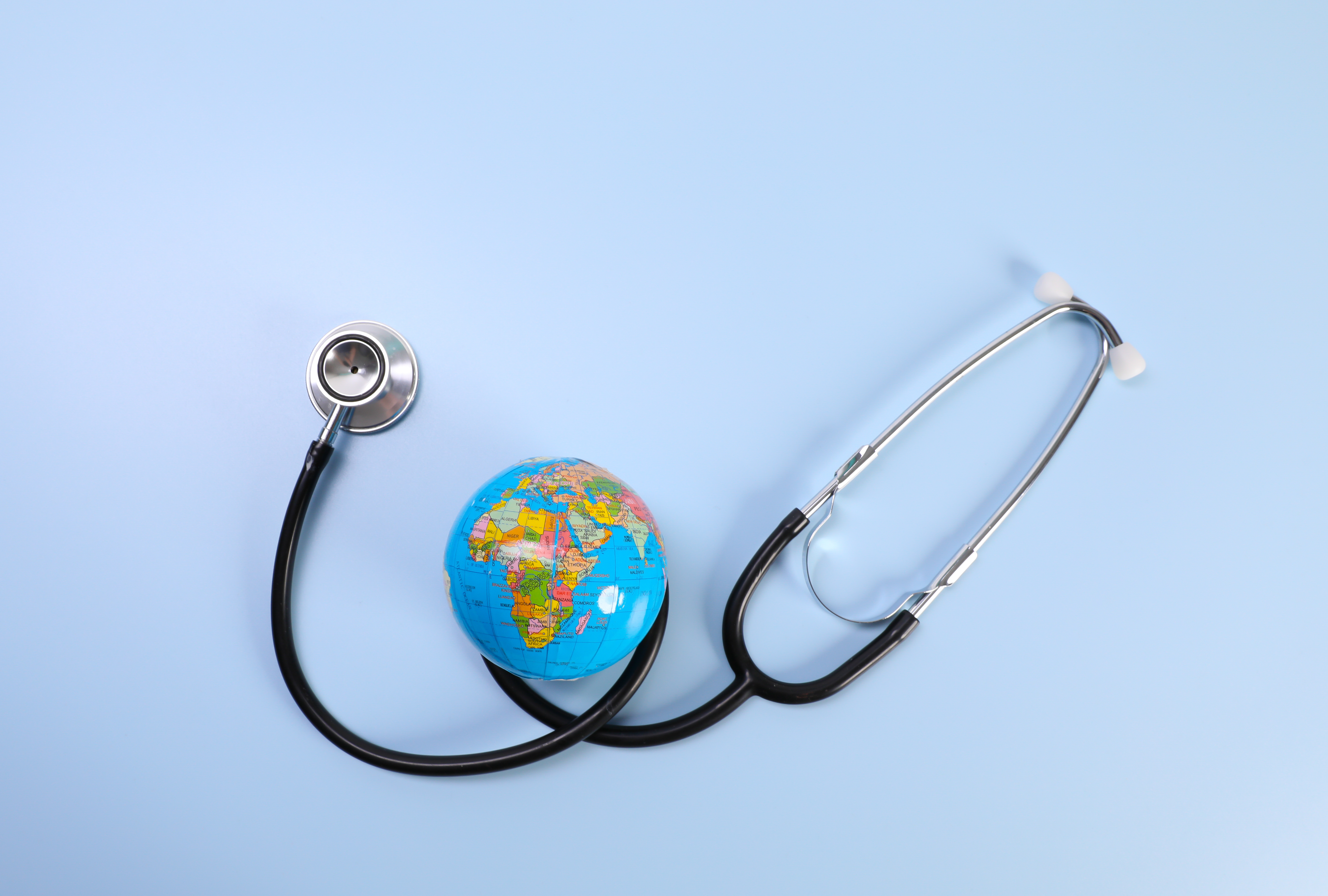
Imagen que da alusión a la salud global.

Se entiende como Salud Global a la disciplina que estudia el proceso de salud poblacional dinámico influido por determinantes comunes a lo largo de la geografía, superando las fronteras entre Estados. Tales determinantes comunes pueden ser los modelos de desarrollo, el comercio, el medioambiente, el avance tecnológico, las comunicaciones y el transporte, entre otros. La Salud Global es una disciplina cuyo propósito es formar, investigar y actuar respecto a problemas, determinantes y soluciones, de carácter transnacional para mejorar la salud y la equidad en la salud a nivel mundial.

## Historia
Salud global como campo de estudio es una categoría nueva en sociopolítica.

## Indicadores

### Mortalidad infantil
Es un indicador muy utilizado por los gobiernos y las organizaciones internacionales de salud, tales como la Organización Mundial de la Salud (OMS), UNICEF, etc. Se entiende como el número de muertes de niños (menos de un año de edad) menores de un año de edad por cada 1.000 nacidos vivos.

### Mortalidad materna
La mortalidad materna, indicador correlativo con el estatus social de las mujeres, se calcula en 471/100000 casos en los países en desarrollo, unas 15 veces superior al de los países desarrollados.